# Glansvisseltrast
Glansvisseltrast (Myophonus melanurus) är en fågel i familjen flugsnappare inom ordningen tättingar.

## Utseende och läte
Glansvisseltrasten är en knubbig mörkblå fågel med liten näbb och kort stjärt. Hanen har lysande blått på halsen och ögonbrynet. Honan är mer färglös, med mindre glans. Bland lätena hörs en genomträngande fallande vissling och märkliga raspande ljud.

## Utbredning och systematik
Fågeln förekommer i mossrika bergsskogar i Sumatra. Den behandlas som monotypisk, det vill säga att den inte delas in i några underarter.

### Familjetillhörighet
Släktet placerades tidigare med trastar i Turdidae, men DNA-studier visar att arterna är trastlika flugsnappare närmast blåpannad visseltrast (Cinclidium frontale), klyvstjärtar och Tarsiger.

## Levnadssätt
Glansvisseltrasten hittas utmed forsar och åar i fuktiga och mossiga bergsskogar. Den födosöker aktivt på marken och i träd utmed vattendragen.

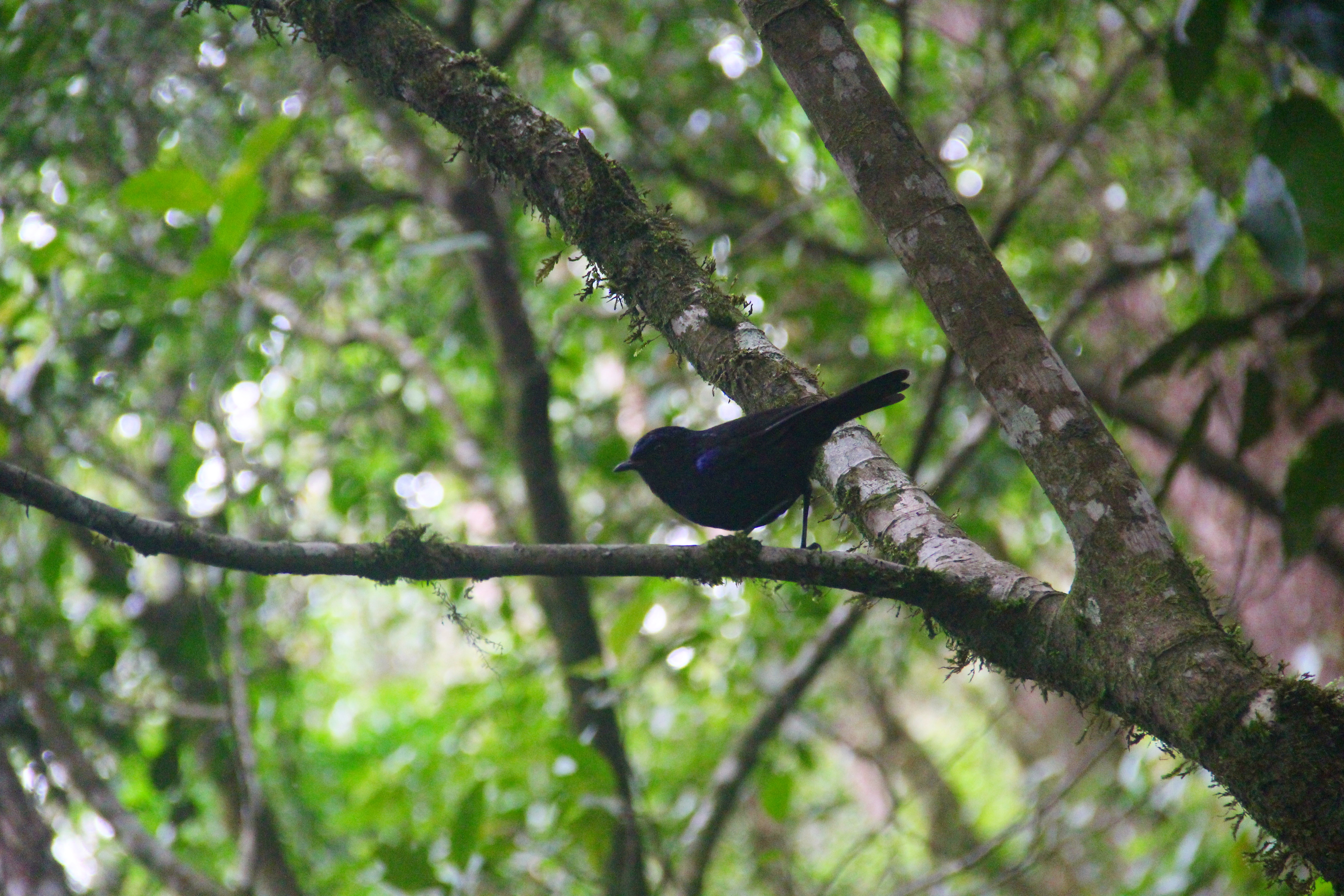

## Status och hot
Arten har ett stort utbredningsområde, men tros minska i antal, dock inte tillräckligt kraftigt för att den ska betraktas som hotad. Internationella naturvårdsunionen IUCN listar därför arten som livskraftig (LC).